# Дороговский
Дороговский — хутор в Белокалитвинском районе Ростовской области.
Входит в состав Нижнепоповского сельского поселения.

## География

### Улицы
| - пер. Каменный, - пер. Кривой, - пер. Мирный, - пер. Овражный, - пер. Прямой, - пер. Терновый, - пер. Тополиный, | - ул. Вишневая, - ул. Дачная, - ул. Железнодорожная, - ул. Крайняя, - ул. Первомайская, - ул. Раздольная. |

## Население
| 1989 | 2002 | 2010 |
| ---- | ---- | ---- |
| 302  | ↘290 | ↗292 |